# Gelucourt
Gelucourt – miejscowość i gmina we Francji, w regionie Grand Est, w departamencie Mozela.
Według danych na rok 1990 gminę zamieszkiwały 243 osoby, a gęstość zaludnienia wynosiła 20 osób/km² (wśród 2335 gmin Lotaryngii Gelucourt plasuje się na 804. miejscu pod względem liczby ludności, natomiast pod względem powierzchni na miejscu 469.).